# Архилютня
Архилютня — разновидность лютни, общий термин для обозначения лютней с дополнительной колковой коробкой на отдельной безладовой шейке (либо продолжении основной шейки). Имеет меньший размер, чем теорба, за счёт чего первые 1—2 струны настраивают не на октаву ниже, а в продолжение основным. Использовалась как солирующий инструмент, а также для basso continuo.
Термин итал. arciliuto появился в Италии до 1590 года, однако неясно, что именно он обозначал; известно лишь, что этот инструмент был в каком-то отношении «увеличен», вероятно, в длину. К 1620-м годам у некоторых архилютен появилась вторая колковая коробка по аналогии с теорбой, они стали называться итал. liuto attiorbato.
Наибольшей популярностью пользовалась в Риме. Архилютня оставалась популярна до конца XVIII века. За пределами Италии и Германии архилютни не получили широкого распространения, хотя они упоминаются во французских источниках и непродолжительное время были популярны в Англии около 1700 года.

## История
Алессандро Пиччинини приписывал себе создание архилютни и считал неприемлемым называть её liuto attiorbato, так как она не происходит от теорбы. До Пиччинини увеличение диапазона происходило за счёт удлинения корпуса, а он придумал удлинять шейку грифа. Вероятно, там была и вторая загнутая назад колковая коробка, либо единственная коробка модифицированного вида, но точно это неизвестно.
С конца XVII столетия архилютни стали больше по размеру и часто заменяли теорбу в качестве басового инструмента. Скорее всего, в этой роли на архилютне не играли аккордами. В Германии архилютни также предпочитали теорбе

## Устройство
Ввиду большого количества струн у архилютни был широкий гриф, на одной половине которого находились лады, а на второй ладов не было — там находились басовые струны. У басовых струн была собственная колковая коробка. Пиччинини и Вайс предполагали, что звукоизвлечение из архилютни должно производиться ногтями правой руки.
До 1620-х годов у архилютни было до 11 хоров, из которых 4 или 5 находились на безладовой части грифа, в 1630-х обычными стали 6 или 7 струн на безладовом отрезке грифа в дополнение к обычным 7. У небольших инструментов басовые струны были двойными, у крупных — одинарными. Так как у архилютни все струны настроены подряд, она имеет насыщенный звук в верхних частотах, тогда как теорбе эти ноты недоступны, что компенсируется глубоким звучанием в теноровом регистре.
Сохранившихся архилютни по размеру варьируют от альтов до крупных теноров: у большинства струны имеют длину 58—59 или 66—67 см на основном грифе. Альтовые инструменты настраивали следующим образом: G′-A′-B′-C-D-E-F-G-A-d-g-b-e′-a′; тенора — немного ниже: F′-G′-A′-B′-C-D-E-F-G-c-f-a-d′-g′.
Всего сохранилось десять оригинальных инструментов. В основном дошедшие до нас архилютни создал венецианский мастер Маттео Селлас в 1637—1649 годах, а сохранили их, по-видимому, из-за богатого декора.
Существует и другой вид архилютни, напоминающий теорбу дополнительным удлинённым грифом; у таких инструментов струны никогда не объединены в хоры.

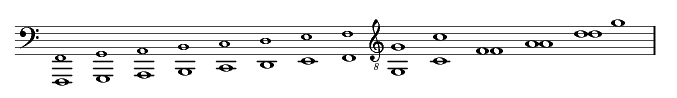
Настройка архилютни

## Репертуар
Музыку для архилютни в качестве солирующего инструмента писали Джованни Джироламо Капсбергер, Бернардо Джанончелли, Пьетро Паоло Мелли, Алессандро Пиччинини и Клаудио Сарачини.
Архилютни также использовались в кантатах, операх, ораториях, аккомпанируя голосу, органу и виолоне, а также в инструментальных жанрах. В этих жанрах для них писали Мараццоли, Мадзокки, Колиста, Страделла, Корелли и Гендель. Гендель использовал архилютню в некоторых произведениях облигато, причём чаще всего в бемольных тональностях, тогда как в диезных играла теорба. Архилютнист Никола Франческо Хайм создал несколько ораторий, где партия архилютни — облигато. Несколько произведений для архилютни написал Вивальди.

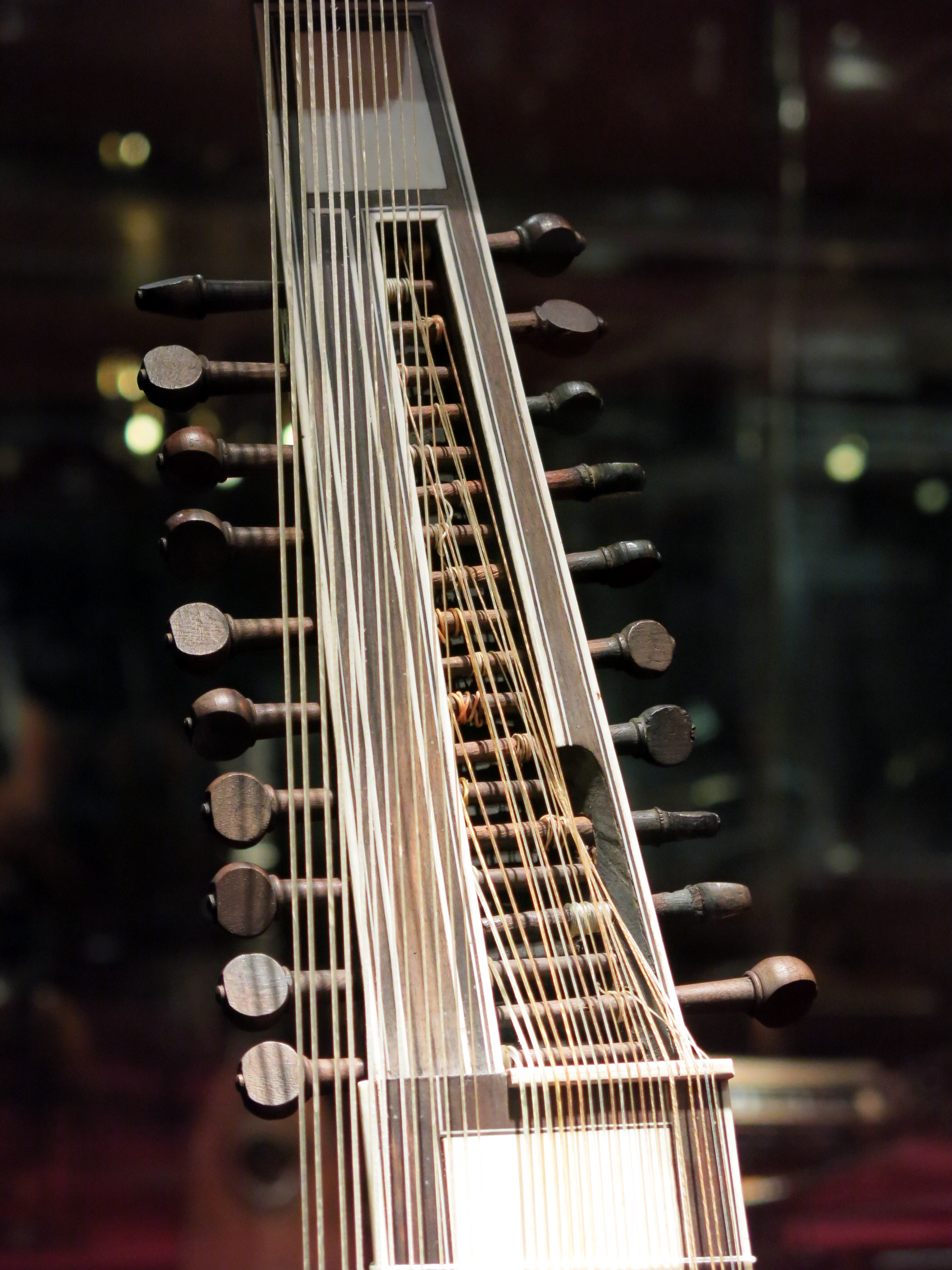
Гриф архилютни
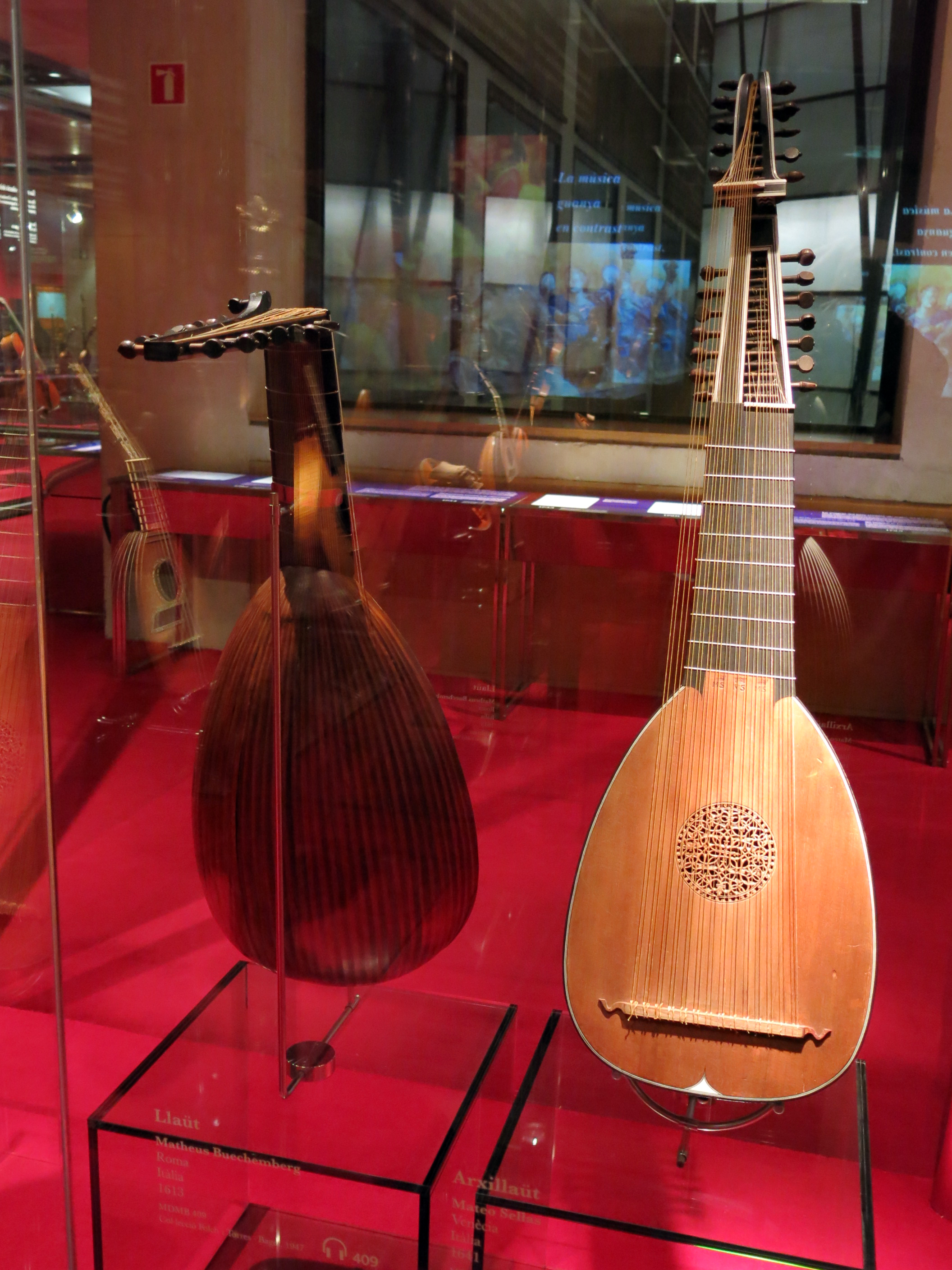
Архилютня Маттео Селласа
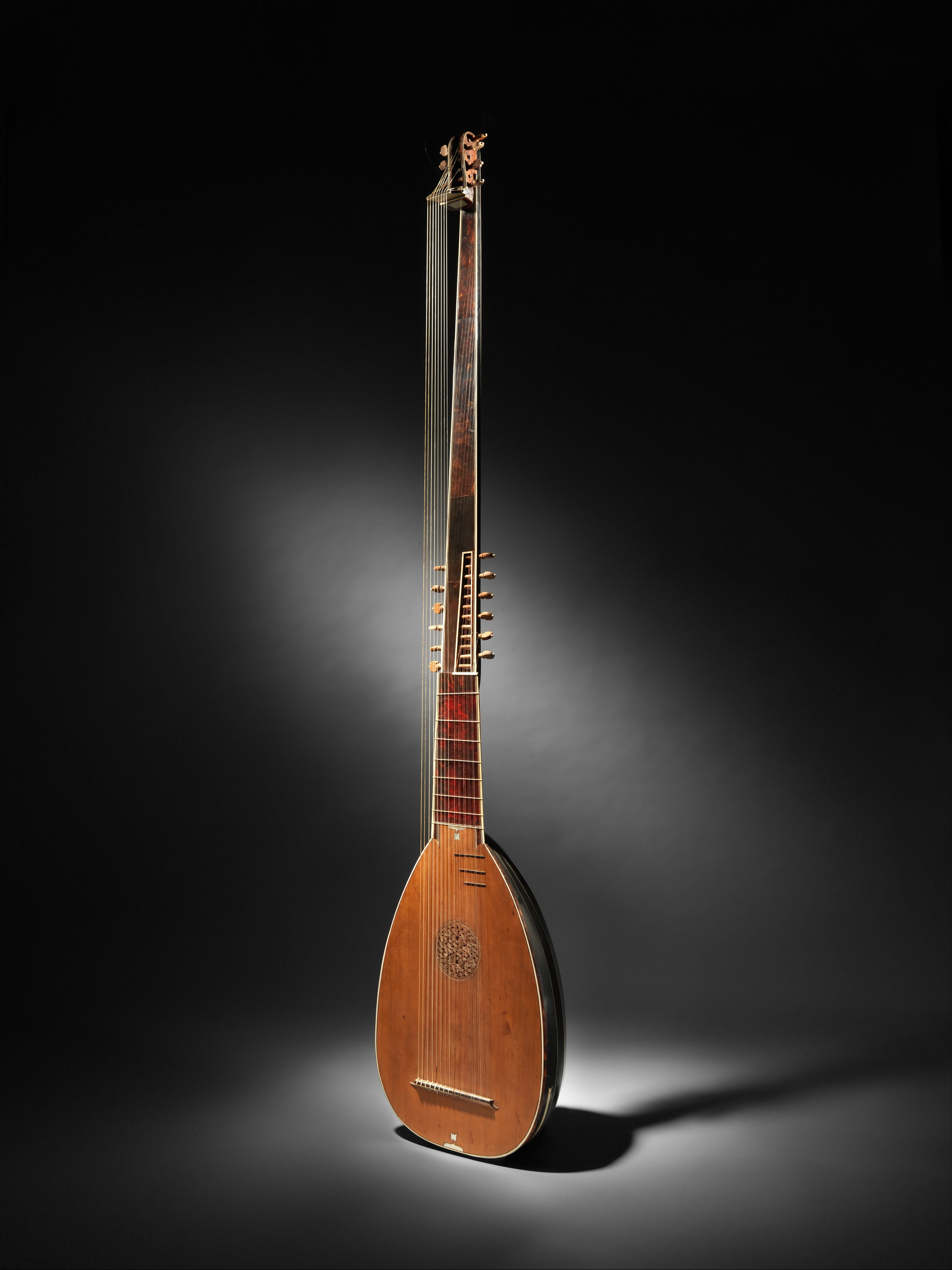
Басовая архилютня 1725 года, мастер Давид Техлер[англ.]